# Jajożer
Jajożer (Dasypeltis scabra) – wąż z rodziny połozowatych.
Występuje w Botswanie, Namibii i RPA.
Jajożer żywi się wyłącznie jajami ptaków. Jaja – często większe od głowy węża – połykane są w całości, co jest możliwe dzięki ogromnej rozciągliwości pyska, szyi i przełyku. Skorupka jaja zostaje rozcięta dopiero w przełyku za pomocą ostrych kostnych wyrostków. Wyrostki te przypominają zęby i nazywane są też zębami kręgowymi. W przełyku zostają zatrzymane szczątki skorupki, które uformowane w rodzaj wałka są wypluwane.
Zaniepokojony wąż nadyma się, "syczy" pocierając szybko o siebie szorstkie łuski na swoim ciele i atakuje z szeroko rozwartą szczęką.